# Afroccidens sympatrica
Afroccidens sympatrica är en insektsart som beskrevs av Ghauri 1969. Afroccidens sympatrica ingår i släktet Afroccidens och familjen dvärgstritar. Inga underarter finns listade i Catalogue of Life.